# Cefn Fforest
Cefn Fforest est une communauté du borough de comté de Caerphilly, au pays de Galles.
Elle correspond aux quartiers occidentaux de l'agglomération de Blackwood. Au recensement de 2011, elle comptait 3 894 habitants.

## Personnalités liées à la communauté
- Patricia Wiltshire, palynologue et criminologue née à Cefn Fforest.